# يوجينيو سواريز
يوجينيو سواريز (بالإسبانية: Eugenio Alejandro Suárez)‏ هو لاعب كرة قاعدة فنزويلي، ولد في 18 يوليو 1991 في بويرتو أورداز في فنزويلا.

## وصلات خارجية
- يوجينيو سواريز على موقع دوري كرة القاعدة الرئيسي (الإنجليزية)
- يوجينيو سواريز على موقعبيزبول رفرنس.كوم (الدوري الرئيسي) (الإنجليزية)
- يوجينيو سواريز على موقعبيزبول رفرنس.كوم (الدوري الثانوي) (الإنجليزية)
- يوجينيو سواريز على موقع إي إس بي إن.كوم (أم.أل.بي) (الإنجليزية)
- يوجينيو سواريز على موقع مشجعي الرسوم البيانية (الإنجليزية)